# El hijo de Astérix
El hijo de Astérix es un cómic dibujado y guionizado por Albert Uderzo, perteneciente a la serie Astérix el Galo creada por René Goscinny y Uderzo. Fue publicado en 1983 con una tirada inicial de 2.055.000 ejemplares.

## Argumento
Una mañana, Astérix se encuentra con que ha aparecido inexplicablemente un bebé delante de la puerta de su casa. Mientras se ocupa junto con Obélix de la criatura —una tarea horrorosa para dos hombres solteros—, intentan descubrir quién dejó el bebé y quiénes son sus padres, siguiendo una pista dejada en el envoltorio del bebé. En la búsqueda notan además que los romanos parecen curiosamente hacer muchas preguntas acerca del retoño, en aras de Marcus Junius Brutus, el hijo adoptivo de César. Por otra parte, Astérix se da cuenta de que hay gente que sospecha que el bebé es su hijo ilegítimo, lo cual le asombra. Los romanos intentan al mismo tiempo hacerse con el bebé a toda costa, así que se decide tomar medidas para proteger al bebé de ellos. Mientras, el bebé toma dos veces una buena cantidad de poción mágica, tras lo que se convierte en un "pequeño monstruo terrible" para cualquier puerta del vecindario y todos los espías enviados para capturarlo, incluidos un legionario vestido de buhonero vendiendo sonajeros, y un centurión disfrazado de niñera, a los cuales manda directamente al mástil de la tienda del centurión. Finalmente, Brutus, quien mantiene su presencia en secreto a César, se ocupa del asunto en persona, atacando la aldea con sus propias legiones y quemándola entera, mientras él mismo va tras el niño. Exige a las mujeres el bebé, quienes piensan que todavía conserva su fuerza sobrehumana, pero Brutus consigue secuestrarlo temporalmente —con ayuda de los piratas— al agotarse los efectos de la poción. Astérix y Obélix no tardan sin embargo en interceptarlo, dándole una lección de por qué son considerados el terror para los romanos, mientras los piratas saltan por la borda.
Justo cuando los galos intentan hacer que Brutus revele la verdad, Julio César llega inesperadamente, y es Cleopatra quien resuelve el misterio del niño: no es otro que el hijo de César y ella. Brutus, para garantizar su acceso al trono, había estado intentando matar al bebé mientras César se encontraba fuera en campaña, por lo que Cleopatra mandó al chico a la aldea para protegerlo: la aldea era el único lugar donde ella podía garantizar la seguridad del niño frente a las tropas de Brutus, quien es finalmente despachado por Julio César. La trama termina con el banquete en la galera real de Cleopatra, al cual se une el mismo César, habiendo prometido reconstruir la aldea como compensación por los esfuerzos de los galos para proteger a su hijo.

## Recepción y crítica
Según Miquel Esteba, la calidad argumental 

sigue la estela del álbum anterior, en el sentido de que su resolución es más que correcta, con momentos divertidos y otros brillantes, pero Uderzo tiene el inconveniente de que siempre se compararán sus guiones con los del mejor guionista que ha dado la BD y ésa es una batalla perdida de antemano. Probablemente, muchos no notarían diferencia alguna leyendo páginas sueltas, pero vuelve a ser en el conjunto donde se encuentra a faltar el toque que convirtió el título en lo que es.

 Además, afirma que Uderzo «tuvo que escuchar de todo» debido a que el final poco convencional de la historia —con un banquete fuera de la aldea gala, en la galera de Cleopatra y con Julio César invitado— no fue bien acogido por los puristas.